# 2024年塞内加尔总统选举
2024年塞内加尔总统选举于2024年3月24日举行，选出新一任塞内加尔总统。选举原定于2月25日举行，但在2月3日被总统马基·萨勒下令无限期推迟，之后又被塞内加尔国民议会推迟到12月15日。然而在2月15日，塞内加尔宪法理事会推翻了萨勒的决定，要求尽快举行大选。同月2月底的国家对话举行后，萨勒的决定被正式裁定违宪，其后塞尔加内决定于3月24日举行大选。
最终为了工作、道德和博爱的塞内加尔非洲爱国者党候选人巴西鲁·迪奥马耶·法耶以54%的得票率击败共和联盟党候选人阿马杜·巴，当选新一任塞内加尔总统。